# Fritz Goller
Fritz Goller (* 20. November 1914 in Deggendorf; † 22. Juli 1986 ebenda) war ein deutscher Komponist.

## Leben
Fritz Goller war Neffe des Komponisten Vinzenz Goller und Sohn des Kirchenmusikers Albuin Goller. Er besuchte das Benediktiner-Gymnasium Metten. Goller studierte an der Akademie der Tonkunst in München Kirchenmusik, unter anderen bei Joseph Haas. Nach seinem Examen im Jahr 1936 war er als Organist an der Deggendorfer Pfarrkirche Mariä Himmelfahrt tätig. 1939 wurde Goller zum Kriegsdienst eingezogen. Er nahm am Frankreich- und am Russlandfeldzug teil. Von 1944 bis 1946 war er amerikanischer Kriegsgefangener. Nach der Kriegsgefangenschaft kehrte er nach Deggendorf zurück und gründete dort in den ersten Nachkriegsjahren ein Kammerorchester. Nach Gründung der Pfarrei St. Martin 1953 war er an St. Martin als Kirchenmusiker tätig. Er formierte in St. Martin einen neuen Kirchenchor, den er fast 30 Jahre lang leitete. Zeitweise war Goller auch Deggendorfer Stadtrat und Vorstandsmitglied des Deggendorfer Kulturvereins. Für mehrere Tageszeitungen und Fachzeitschriften war er journalistisch tätig.

## Ehrungen
- Kulturpreis Bayern (1973)
- Bundesverdienstkreuz am Bande (26. April 1974)[1]
- Orlando-di-Lasso-Medaille